# Bataille de Beth Zacharia
Révolte des Maccabées
Batailles
- Apollonios
- Beth Horon
- Emmaüs
- Beth Zur
- Beth Zacharia
- Adassa
- Dathema
- Élassa

La bataille de Beth Zacharia est un affrontement militaire durant la révolte des Maccabées. Elle a lieu en avril 162 av. J.-C. au sud de Jérusalem entre les forces juives et l'armée séleucide. Malgré la victoire des Séleucides, les circonstances politiques à Antioche empêchent Lysias de mettre fin à la révolte.

## Déroulement
À partir de l'hiver 164 av. J.-C., Judas Maccabée prend le contrôle de Jérusalem, à l'exception de l'Acra, la forteresse de Jérusalem, restée occupée par une garnison séleucide. Les Hasmonéens sont désormais capables de venir en aide aux Juifs établis au-delà des monts de Judée menacés par leurs voisins iduméens, samaritains et populations hellénisées de Transjordanie et de la côte méditerranéenne. Les expéditions des Hasmonéens contre leurs voisins sont un grand succès. À Antioche, le pouvoir séleucide connait une crise interne. Après la mort d'Antiochos IV en Perside, la couronne passe à Antiochos V, son fils âgé de neuf ans. Le réel pouvoir est aux mains de Lysias, le régent, qui aspire à la royauté. Profitant de sa force militaire et de la crise séleucide, Judas assiège la citadelle de Jérusalem vers avril 162 av. J.-C. Cette action suscite une forte réponse du pouvoir séleucide.
L'armée séleucide attaque la Judée par le sud-ouest depuis les monts d'Hébron. Elle prend la forteresse de Beth Zur puis progresse vers Jérusalem. Judas essaie de la bloquer à Beth Zacharia à la fin de mai 162 mais il est battu. Son frère Éleazar est tué. L'armée progresse vers le nord et assiège le reste des rebelles juifs regroupés dans le Temple. Des événements internes à la politique séleucide obligent l'armée à lever le siège et à retourner précipitamment à Antioche en juin ou juillet 162 av. J.-C..
Comme pour la bataille d'Emmaüs, le récit du premier livre des Maccabées (6:28-47) apporte de nombreux détails sur la bataille de Beth Zacharia qui font penser que l'auteur du récit a pu y participer. La présence des éléphants semble notamment avoir fait une forte impression. Le second livre des Maccabées rapporte en détail le siège de Beth Zur, mais passe rapidement sur la bataille de Beth Zacharia. L'historien juif Flavius Josèphe donne une description de la bataille dans la Guerre des Juifs. Il apporte des éléments supplémentaires par rapport à I Maccabées qu'il a probablement obtenus chez Nicolas de Damas. La version qu'il en donne dans les Antiquités juives se base surtout sur  I Maccabées. Le premier livre des Maccabées crédite l'armée séleucide de 100 000 soldats et 20 000 cavaliers. Ces chiffres sont largement exagérés car ils dépassent les capacités militaires de tout l'empire séleucide. Un peu avant, Antiochos IV est parti en campagne dans les satrapies supérieures avec une grande partie de l'armée pour une expédition dont l'importance stratégique est beaucoup plus importante que la  suppression de la révolte en Judée. Ces chiffres surestimés visent à expliquer la défaite des forces juives.